# Campeonato Europeu de Patinação Artística no Gelo de 1901
O Campeonato Europeu de Patinação Artística no Gelo de 1901 foi a nona edição do Campeonato Europeu de Patinação Artística no Gelo, um evento anual de patinação artística no gelo organizado pela União Internacional de Patinação (em inglês:  International Skating Union) onde os patinadores artísticos competem pelo título de campeão europeu. A competição foi disputada no dia 13 de janeiro, na cidade de Viena, Áustria (então Império Austro-Húngaro).

## Eventos
- Individual masculino

## Medalhistas
| Evento                        | Ouro                   | Prata                    | Bronze                  |
| Individual masculino detalhes | Gustav Hügel · Áustria | Gilbert Fuchs · Alemanha | Ulrich Salchow · Suécia |

## Resultados

### Individual masculino
| Pos.              | Nome           | Nacionalidade |
| ----------------- | -------------- | ------------- |
| Medalha de ouro   | Gustav Hügel   | Áustria       |
| Medalha de prata  | Gilbert Fuchs  | Alemanha      |
| Medalha de bronze | Ulrich Salchow | Suécia        |

## Quadro de medalhas
| Ordem | País     | Medalha de ouro | Medalha de prata | Medalha de bronze |   | Ordem por total |
| ----- | -------- | --------------- | ---------------- | ----------------- | - | --------------- |
| 1     | Áustria  | 1               |                  |                   | 1 | 1               |
| 2     | Alemanha |                 | 1                |                   | 1 | 1               |
| 3     | Suécia   |                 |                  | 1                 | 1 | 1               |
| TOTAL | TOTAL    | 1               | 1                | 1                 | 3 | —               |